# Blerim Destani
Blerim Destani (Stolberg, 12 aprile 1981) è un attore albanese con cittadinanza tedesca.

## Biografia
Nato in Germania da genitori albanesi, ha vissuto anche alcuni anni a Tetovo, in Macedonia.

## Filmografia parziale

### Cinema
- Etjet e Kosovës, regia di Sunaj Raca (2006)
- Il tempo della cometa (Koha e kometës), regia di Fatmir Koçi (2008)
- Separation City, regia di Paul Middleditch (2009)
- Ved verdens ende, regia di Tomas Villum Jensen (2009)
- Get Low, regia di Aaron Schneider (2009)
- Dossier K., regia di Jan Verheyen (2009)
- Harms, regia di Nikolai Müllerschön (2013)
- Amsterdam Express, regia di Fatmir Koçi (2014)
- Out of Control, regia di Richard Lin e Axel Sand (2016)
- C'era una truffa a Hollywood (The Comeback Trail), regia di George Gallo (2020)

### Televisione
- La cortigiana (Die Wanderhure), regia di Hansjörg Thurn – film TV (2010)
- Squadra Speciale Cobra 11 (Alarm für Cobra 11 - Die Autobahnpolizei) (2014-2015; 2 episodi)